# Origins Space Telescope
Origins Space Telescope, désigné généralement par son acronyme OST, est un des quatre observatoires spatiaux que l'agence spatiale américaine, la NASA, envisage de développer au cours de la décennie 2025-2035. OST est proposé par une équipe pilotée par le Centre de vol spatial Goddard. Le télescope spatial doit collecter des données dans l'infrarouge moyen et lointain (2,8 à 588 microns) permettant étudier la genèse des composants élémentaires de la vie, la formation des systèmes planétaires, le transport de l'eau dans les mondes habitables ainsi que l'atmosphère des exoplanètes gravitant autour d'étoiles de type K ou M.
OST est équipé d'un miroir primaire de grande taille (5,9 mètres de diamètre) refroidi à très basse température qui lui permet d'être mille fois plus sensible que ses prédécesseurs (Spitzer) dans les longueurs d'onde observées. Pour remplir ses objectifs scientifiques, le télescope doit utiliser des détecteurs particulièrement performants, qui constituent l'aspect le plus pointu du projet. Son miroir et ses détecteurs sont refroidis à 4,5 kelvins à l'aide de cryoréfrigérateurs permettant de se passer de liquides cryogéniques (hélium liquide) qui limiteraient la durée de vie. Le télescope serait lancé vers 2039 et placé en orbite autour du point de Lagrange L2.
Fin 2022 la NASA décide de suivre les recommandations du rapport décennal de l'Académie des sciences des États-Unis relatif à l'astronomie et à l'astrophysique et choisit un projet combinant les caractéristiques de deux des autres propositions :  LUVOIR et HabEx. Le nouveau télescope, baptisé HWO, devrait être lancé vers 2040 s'il obtient un financement.

## Contexte

### Définition des projets prioritaires en astrophysique pour la décennie 2025-2035
Dans les domaines scientifiques, l'agence spatiale américaine, la NASA, choisit les projets qu'elle compte développer en s'appuyant sur un rapport établi chaque décennie. Le prochain rapport relatif à l'astronomie et à l'astrophysique (The Astronomy and Astrophysics Decadal Survey 2020), qui doit être publié en 2020, définira les axes prioritaires dans ces domaines pour la décennie 2025-2035. Pour préparer ce rapport la NASA a financé l'étude de quatre projets d'observatoire spatial par des équipes comprenant des membres de l'agence spatiale, des chercheurs extérieurs et de représentants de l'industrie. Ces projets sont : LUVOIR, HabEx (Habitable Exoplanet Imager), Lynx et OST,,.
Les principales caractéristiques des projets étudiés sont les suivantes, :
- LUVOIR (Large UV/Optical/Infrared Surveyor) est un télescope spatial observant dans l'ultraviolet, le visible et le proche infrarouge. Il dispose d'un miroir primaire  de 8 mètres ou 15 mètres selon le scénario. L'architecture est proche de celle de JWST avec un miroir segmenté et envoyé dans l'espace en position repliée ainsi qu'un grand bouclier thermique. Ses principaux objectifs sont l'observation d'exoplanètes situées dans la zone habitable de leur étoile et l'étude de la formation et de l'évolution des galaxies. Son programme est proche de celui d'HabEx mais son coût dépasse les 16 milliards US$ pour la version comportant le miroir de 16 m de diamètre.
- HabEx (Habitable Exoplanet Observatory) est un télescope conçu pour l'observation des exoplanètes en particulier leur atmosphère. Le rayonnement observé et les objectifs sont proches de ceux de LUVOIR mais le diamètre de son miroir primaire (4 mètres contre 15 ou 8 mètres pour LUVOIR) limite le nombre d'exoplanètes observables. Par contre, pour les mêmes raisons, son coût est nettement plus réduit. Pour pouvoir observer les exoplanètes, HabEx emporte deux types de coronographe : un coronographe classique et un coronographe de 52 mètres de diamètre qui sera installé sur un satellite situé à plusieurs dizaines de milliers de kilomètres du télescope. Le déploiement d'une très grande structure dans l'espace, le vol en formation de celle-ci et du télescope qui nécessitent une très grande précision, constituent une première non dénuée de risque.
- Lynx (X-ray Surveyor) prend le relais du télescope spatial à rayons X Chandra lancé en 1999 et pour lequel aucun remplaçant n'avait été sélectionné lors du rapport décennal précédent. L'objectif de Lynx est  d'observer le rayonnement émis par les phénomènes les plus énergétiques de l'univers en particulier les trous noirs supermassifs situés au cœur des galaxies les plus anciennes. Pour y parvenir il dispose d'un instrument fournissant des images ayant une résolution spatiale de 0,5 seconde d'arc soit 50 à 100 fois mieux que les observatoires existants.
- OST (Origins Space Telescope ) détaillé ci-dessous doit observer comment la poussière et les molécules se sont agglomérées pour former les premières galaxies et les premiers trous noirs et comment les disques protoplanétaires autour des jeunes étoiles aboutissent à la formation des exoplanètes. Pour y parvenir, OST effectue ses observations dans l'infrarouge moyen et lointain.

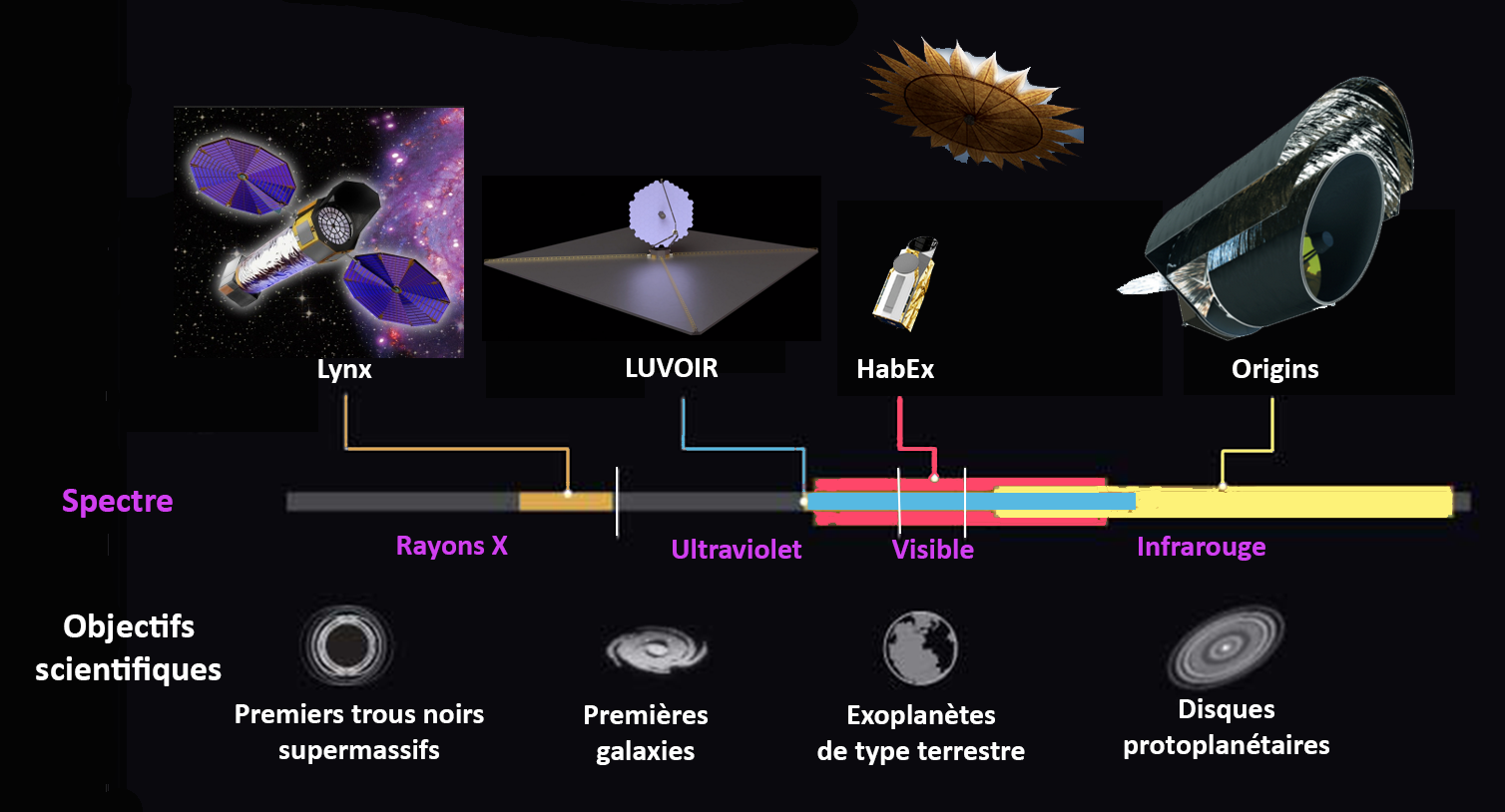
Les quatre télescopes étudiés par la NASA pour la décennie 2030 : Lynx, LUVOIR, HabEx et Origins (OST).

### L'impact des dépassements des projets JWST et WFIRST
Lorsque la NASA demande initialement en 2016 aux quatre équipes de détailler leur projet, il leur est donné pour consigne de ne prendre en compte aucune limite de coût. De ce fait, plusieurs projets dépassent les 5 milliards US$, le projet le plus coûteux atteignant 20 milliards US$. Mais en 2018, les deux grands projets astronomiques de la NASA en cours de développement rencontrent des problèmes qui vont avoir des retombées sur ces propositions : le télescope infrarouge JWST continue de subir des dépassements budgétaires (coût multiplié par 8 depuis l'origine et dépassant les 8 milliards US$) et calendaires (décalage du calendrier de 10 ans) tandis que WFIRST voit également son coût doubler passant de 2 à 4 milliards US$ en 2018. Dans ce contexte, la NASA demande en juin 2018 aux quatre équipes de proposer deux versions de leur projet : la première version ne tient pas compte des contraintes de budget tandis que la deuxième doit rentrer dans une enveloppe comprise entre trois et cinq milliards de US$. Les quatre études sont finalisées au cours de l'été 2019. Il est prévu que leur contenu soit pris en compte par le rapport décennal de la NASA fixant les priorités pour la décennie 2025-2035 qui sera publié au printemps 2020. Ce dernier, qui synthétise les attentes de la communauté des astronomes et astrophysiciens, pourrait recommander un projet mais il pourrait également, renoncer au développement de ces télescopes de grande taille pour ne pas retomber dans les errements du projet JWST.

### Le projet OST
OST, baptisé initialement Far Infrared Surveyor, observe l'infrarouge moyen et lointain (5 à 600 microns) et à ce titre remplit la lacune existant entre JWST (proche et moyen infrarouge) et l'observatoire submillimétrique ALMA installé au Chili. Dans sa première version, OST a été proposé avec un miroir de 9,1 mètres de diamètre. Celui-ci a été ramené par la suite à 5,9 mètres et l'architecture du JWST (miroir et bouclier thermique déployé en orbite) a été abandonné pour une architecture plus simple calquée sur celle de Spitzer mais sans la dépendance par rapport à un liquide cryogénique pour maintenir à basse température le miroir et les instruments.

## Objectifs scientifiques de OST
OST doit étudier la création et la dispersion des composants élémentaires de la vie, la formation des systèmes planétaires, le transport de l'eau dans les mondes habitables, et l'atmosphère des exoplanètes gravitant autour d'étoiles de type K ou M. L'objectif est d'identifier des mondes potentiellement habitables et éventuellement habités. OST traite trois des neuf objectifs scientifiques définis par la NASA : 
- Comment les galaxies ont elles formé les étoiles, généré des métaux et fait grossir leur trou noir supermassif central depuis la réionisation jusqu'à nos jours ?
- Comment le processus de formation des planètes a-t-il abouti à les rendre habitables ?
- Est-ce que les étoiles naines de type M peuvent comporter des planètes abritant la vie ?

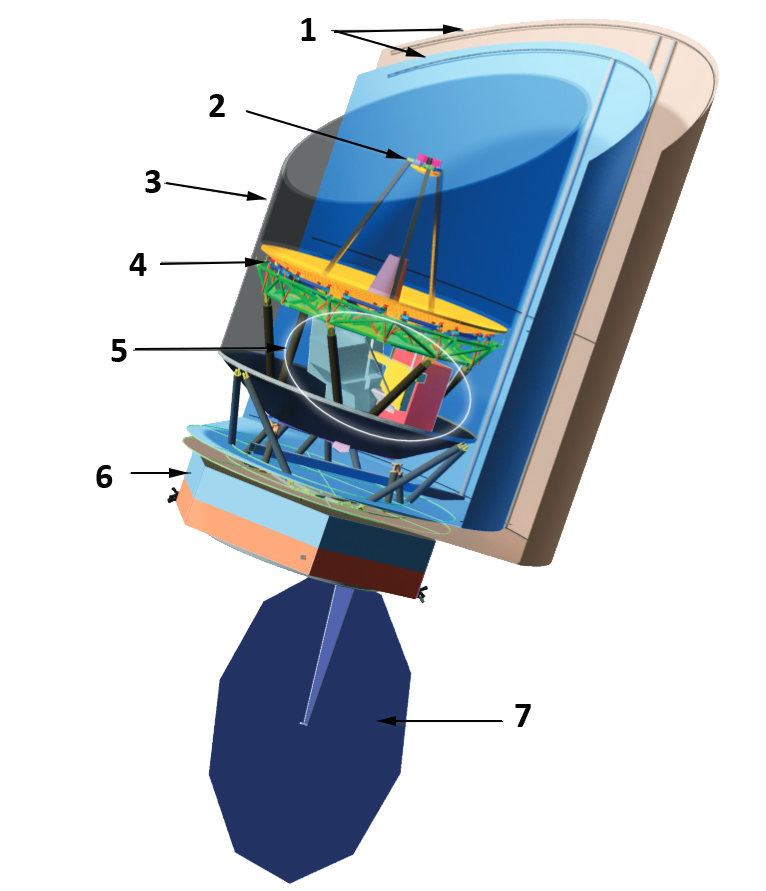
Schéma d'OST. 1 : Pare-Soleil - 2 : Miroir secondaire - 3 : Bouclier thermique - 4 : Miroir primaire - 5 : Instruments (MISC-T, Far-IR, OSS) - 6 : Plateforme - 7 : Panneaux solaires.

## Caractéristiques techniques

### Caractéristiques générales
Le télescope OST est conçu pour observer en infrarouge moyen et lointain (3 à 250 microns), ce qui impose une température très basse de la partie optique et des instruments. Pour y parvenir, OST reprend l'architecture relativement simple de Spitzer (lancement dans une configuration pratiquement opérationnelle) après avoir envisagé dans un premier temps d'adopter l'architecture de JWST (miroir et bouclier thermique déployés dans l'espace). Pour obtenir la température très faible imposée par l'infrarouge moyen, l'optique est complètement encapsulée dans un double bouclier thermique qui permet de maintenir sa température en dessous de 35 kelvins. Ce bouclier double est écarté du barillet de 1,2 mètre une fois le télescope dans l'espace. Le télescope, d'un diamètre supérieur à 5 mètres, est dans sa position opérationnelle dès le lancement pour éviter un déploiement complexe comme celui retenu pour le JWST. Les dimensions hors tout au lancement du télescope sont de 12,7 mètres (longueur) sur 6,3 mètres (diamètre). Le diamètre de plus de 6 mètres au lancement est un choix autorisé par la mise au point au cours de la décennie 2030 de plusieurs lanceurs dotés d'une coiffe de diamètre supérieur à 5 m (notamment SLS : 8,4 mètres). Une fois dans l'espace après déploiement, le diamètre d'OST passe à environ 9 mètres. La partie optique comme les instruments sont maintenus à une température de 4,5 kelvin pour atteindre les performances visées dans l'infrarouge lointain. Ce refroidissement ainsi que celui des détecteurs est réalisé à l'aide de cryoréfrigérateurs permettant de se passer de liquides cryogéniques (hélium) qui limiteraient la durée de vie. La technologie des cryoréfrigérateurs est mature puisqu'un équipement similaire a été installé sur l'instrument MIRI du télescope JWST et sur le télescope japonais Hitomi.

### Optique
La partie optique du télescope est de type anastigmatique à trois miroirs dans l'axe. Le choix d'un alignement dans l'axe des miroirs permet de disposer d'un télescope plus compact et moins coûteux. Le diamètre du miroir primaire est de 5,9 mètres (superficie de 25,9 m²) pour atteindre une résolution angulaire suffisante et pouvoir atteindre les objectifs scientifiques principaux après 4000 heures d'observation. Malgré sa grande dimension - le plus grand miroir primaire déployé dans l'espace jusqu'à JWST est celui de Hubble (2,4 mètres de diamètre) - le miroir primaire est dans la position opérationnelle (non replié) dès le lancement. Ce miroir n'est pas monolithique mais il est constitué de 18 segments en forme de parts de tarte : une rangée interne (rayon 1,2 mètre) constituée de 6 segments et une rangée externe (rayon 1,29 m.) constituée de 12 segments. Les segments sont réalisés en béryllium (densité 1,85). La masse du miroir primaire est d'environ 427 kg. Le miroir secondaire de forme circulaire (70 centimètres de diamètre) est situé à 3,33 mètres du miroir primaire (focale f/0,63).

### Plateforme
La plateforme est fixée à l'arrière de la partie optique par une structure constituée de deux étages de poutrelles (bipieds) chargés de l'isolation sur le plan thermique entre ces deux sous-ensembles : le premier étage de poutrelles en contact avec la plateforme permet de maintenir la température à 35 kelvin, le second en contact avec la base de la partie optique maintient sa température à 4,5 kelvin. La plateforme prend en charge la fourniture de l'énergie, le contrôle thermique, le contrôle d'attitude, la propulsion et la transmission des données. Elle est stabilisée 3 axes. L'énergie est fournie par des panneaux solaires orientables avec un degré de liberté. La propulsion utilise des moteurs-fusées à ergols liquides bi-ergols.

## Instruments
Le télescope OST emporte trois instruments : 
- MISC-T (Mid-Infrared  Spectrometer  and  Camera  Transit) est un spectromètre infrarouge moyen (2,8 - 20 microns) avec une résolution spectrale 50 à 300. Sa stabilité et sa précision permet d'identifier les transits dès que la luminosité varie de 5 parties par million dans les fréquences comprises entre 2,8 et 10 microns.
- Far-IR est un imageur polarimètre infrarouge lointain qui travaille dans les longueurs d'onde 50 et 250 microns. Il peut observer rapidement (60 secondes d'arc par seconde) de grandes portions du ciel (>= 1000 degrés²). Cette capacité permet d'effectuer le suivi de phénomènes transitoires ou de sources variables ainsi que des études statistiques de catégories d'objets sur de vastes régions du ciel complétant ainsi les études qui seront réalisés par le LSST et WFIRT.
- OSS (Origins Survey Spectrometer) est un spectromètre infrarouge qui obtient des spectres couvrant la bande de fréquence  25-555 microns permettant une étude tri-dimensionnelle de l'espace extra-galactique lointain.

## Déroulement de la mission OST
Si la phase A du projet démarrait en 2025, le lancement pourrait avoir lieu en 2039 (durée du développement 15 ans). La durée de la mission primaire est de 5 ans et le volume des consommables (ergols) garantit un fonctionnement durant 10 ans. Le télescope est conçu pour permettre sa maintenance en cours de vie. Le télescope spatial serait placé en orbite autour du point de Lagrange L2 du système Terre-Soleil. Ce point de l'espace, situé de manière constante à 1,5 million de kilomètres de la Terre, permet de bénéficier d'un environnement thermique stable sans obstruction importante de notre planète tout en restant à une distance de celle-ci compatible avec des débits élevés pour le transfert de données. Malgré l'éloignement de la Terre (4 fois la distance Terre-Lune), le télescope sera conçu pour pouvoir être entretenu par un équipage humain en cours de vie comme l'était Hubble qui toutefois ne se situe qu'à 515 kilomètres environ. OST pourra être lancé par le lanceur géant Space Launch System (SLS)  ou par la fusée New Glenn de Blue Origin.

## Sélection du projet HWO
Le projet Lynx n'est pas retenu. Fin 2022 la NASA décide de suivre les recommandations du rapport décennal de l'Académie des sciences des États-Unis relatif à l'astronomie et à l'astrophysique et choisit un projet combinant les caractéristiques de LUVOIR avec certaines des caractéristiques du projet HabEx. Le diamètre du miroir primaire retenu (6,5 à 8 mètres) permettrait d'utiliser un miroir monolithique (source d'économie par rapport au miroir segmenté et pliable du JWST) car les lanceurs lourds qui seront opérationnels à la date de lancement (New Glenn, Space Launch System et Starship) prévoient de disposer d'une coiffe de grande taille. Il n'est pas exclu que le télescope utilise un coronographe externe comme le prévoyait la proposition HabEx. Pour limiter les lumières parasites et protéger le miroir primaire des micrométéorites, l'optique pourrait être protégée par un tube contrairement au JWST. L'optique active sera plus performante que celle du JWST pour les observations dans l'ultraviolet et en lumière visible. Le télescope sera  placé au point de Lagrange L2 du système Terre-Soleil. Contrairement au JWST, HWO sera conçu pour pouvoir être réparé et amélioré par des missions robotiques (sans équipage). Il sera capable de détecter les biomarqueurs d'au moins 25 exoplanètes de type terrestre situées dans la zone habitable de leurs étoiles. Ce nouveau télescope, baptisé HWO (Habitable Worlds Observatory) devrait être lancé vers 2040 s'il obtient le financement prévu (11 milliards US$).